# Diego de los Ríos y Nicolau
Diego de los Ríos y Nicolau (9 d'abril de 1850 - Madrid, 4 de novembre de 1911) va ser un militar i senador espanyol.
Destinat a les Filipines, va prendre part en la guerra contra els insurrectes filipins. Com a general al comandament de Visayas i Mindanao, es va distingir a sufocar la rebel·lió en Mindanao. Posteriorment es va traslladar a Iloilo, capital de l'illa de Panay, a Visayas, on va sostenir nous combats contra els insurrectes, vencent-los en la batalla de Panay, el 2 de maig de 1898.
El 13 d'agost, després de la caiguda de Manila (altres fonts parlen de setembre) era el comandant espanyol més veterà de les Filipines, i va ser nomenat governador-general de les Filipines en funcions, fent-se càrrec de les restes de les forces espanyoles en Visayas i el sud de les Filipines. No va abandonar Iloilo (altres fonts parlen que es va traslladar a Manila, en mans dels nord-americans, si ben posteriorment va tornar a Iloilo). Atès que s'havia signat un armistici amb els nord-americans el 12 d'agost la seva funció fonamental va ser organitzar la repatriació de les tropes espanyoles, incloent els presoners de guerra.
Desitjant conservar Visayas i Mindanao per a Espanya, va sol·licitar al govern espanyol que li permetés efectuar algunes reformes, per la qual cosa va fer una declaració al poble de Visayas concedint la creació d'un Consell de Reformes, compost per filipins, la meitat escollits per vot popular i l'altra per ell mateix. No obstant això, les reformes mai es van engegar, ja que la revolta es va produir el 28 d'octubre.Va romandre a Iloilo fins al 24 de desembre del mateix any, quan va haver d'abandonar la seva base a Panay a causa dels atacs dels insurrectes filipins, traslladant-se a Zamboanga, en Mindanao. El 6 de gener es va traslladar a Manila, efectiva i formalment en mans nord-americanes (després de la signatura, el 10 de desembre, del Tractat de París), des d'on es va encarregar de la repatriació i l'alliberament dels últims presoners de guerra, tractant tant amb el general Otis per part nord-americana com amb el president filipí, Emilio Aguinaldo. Dels Rius va romandre a Manila fins al 3 de juny de 1899 quan, en companyia d'un gran contingent de tropes espanyoles (fonamentalment les tropes estacionades en Zamboanga i Jolo, arribades a Manila al maig), va salpar cap a Espanya.
Després de la seva tornada a Espanya, va ser cap de l'Estat Major Central. En 1907 va ser nomenat tinent general i en 1910 capità general de la I Regió Militar (Castella la Nova, incloent Madrid, i Extremadura) El mateix any va ser triat senador per Càceres. Va ocupar tots dos llocs fins a la seva defunció en 1911.